# Thatcheria mirabilis
Thatcheria mirabilis — черевоногих молюск з родини Turridae.

## Історія
Перший примірник цього виду був привезений у 1879 ріку з Японії до Англії Чарлзом Тетчером, на честь якого було дано родову назву. Цей екземпляр довгий час вважався аномальним, оскільки його форма нагадувала біблійну вавилонську вежу.
Довгий час вважалося, що це результат аномалії у розвитку якогось виду. У 30-х рр. XX століття була виявлена велика популяція цих молюсків, та переконання про аномальність перших раковин було визнано помилковим.

## Опис
Розмір раковини до 70 — 120 мм. Забарвлення раковини від рожево-жовто-коричневого до жовто-коричневий; зсередини раковина біла. Раковина з 8 оборотами, з дуже кутовими плечима та маленьким кілем. Широка область від плеча до шва є трохи увігнутою. Тіло раковини звужується до широкого, відкритого сіфональному каналу. Апертура широка, пряма.

## Ареал
Води Японії, західне узбережжя Австралії.

## Місцепроживання
Віддає перевагу піщаним ґрунтам.